# Olaszország az 1980. évi téli olimpiai játékokon
Olaszország az egyesült államokbeli Lake Placidben megrendezett 1980. évi téli olimpiai játékok egyik részt vevő nemzete volt. Az országot az olimpián 8 sportágban 46 sportoló képviselte, akik összesen 2 érmet szereztek.

## Érmesek
| Érem  | Versenyző                     | Sportág | Versenyszám |
| ----- | ----------------------------- | ------- | ----------- |
| Ezüst | Paul Hildgartner              | Szánkó  | Férfi egyes |
| Ezüst | Peter Gschnitzer Karl Brunner | Szánkó  | Kettes      |

## Alpesisí
Férfi
| Versenyző         | Versenyszám      | 1. futam      | 1. futam      | 2. futam      | 2. futam      | Összesítés | Összesítés |
| Versenyző         | Versenyszám      | Idő           | Hely.         | Idő           | Hely.         | Idő        | Helyezés   |
| ----------------- | ---------------- | ------------- | ------------- | ------------- | ------------- | ---------- | ---------- |
| Mauro Bernardi    | Műlesiklás       | 55,40         | 14.           | nem ért célba | nem ért célba | kiesett    | kiesett    |
| Mauro Bernardi    | Óriás-műlesiklás | nem ért célba | nem ért célba | kiesett       | kiesett       | kiesett    | kiesett    |
| Paolo De chiesa   | Műlesiklás       | nem ért célba | nem ért célba | kiesett       | kiesett       | kiesett    | kiesett    |
| Giuliano Giardini | Lesiklás         |               |               |               |               | 1:48,98    | 15.        |
| Alex Giorgi       | Óriás-műlesiklás | 1:22,02       | 18.           | nem ért célba | nem ért célba | kiesett    | kiesett    |
| Piero Gros        | Óriás-műlesiklás | 1:22,15       | 20.           | nem ért célba | nem ért célba | kiesett    | kiesett    |
| Bruno Noeckler    | Műlesiklás       | nem ért célba | nem ért célba | kiesett       | kiesett       | kiesett    | kiesett    |
| Bruno Noeckler    | Óriás-műlesiklás | 1:20,99       | 4.            | 1:21,96       | 7.            | 2:42,95    | 6.         |
| Herbert Plank     | Lesiklás         |               |               |               |               | 1:47,13    | 6.         |
| Gustav Thöni      | Műlesiklás       | 54,79         | 8.            | 51,20         | 5.            | 1:45,99    | 8.         |

Női
| Versenyző         | Versenyszám      | 1. futam      | 1. futam      | 2. futam      | 2. futam      | Összesítés | Összesítés |
| Versenyző         | Versenyszám      | Idő           | Hely.         | Idő           | Hely.         | Idő        | Helyezés   |
| ----------------- | ---------------- | ------------- | ------------- | ------------- | ------------- | ---------- | ---------- |
| Wanda Bieler      | Óriás-műlesiklás | nem ért célba | nem ért célba | kiesett       | kiesett       | kiesett    | kiesett    |
| Wilma Gatta       | Műlesiklás       | 44,46         | 10.           | 45,48         | 10.           | 1:29,94    | 10.        |
| Claudia Giordani  | Műlesiklás       | 44,42         | 9.            | 44,70         | 6.            | 1:29,12    | 5.         |
| Claudia Giordani  | Óriás-műlesiklás | 1:17,72       | 17.           | 1:28,55       | 8.            | 2:46,27    | 10.        |
| Cristina Gravina  | Lesiklás         |               |               |               |               | 1:40,99    | 15.        |
| Maria Rosa Quario | Műlesiklás       | 43,63         | 6.            | 44,29         | 4.            | 1:27,92    | 4.         |
| Maria Rosa Quario | Óriás-műlesiklás | 1:18,54       | 24.           | nem ért célba | nem ért célba | kiesett    | kiesett    |
| Daniela Zini      | Műlesiklás       | 45,08         | 13.           | 44,14         | 3.            | 1:29,22    | 7.         |
| Daniela Zini      | Óriás-műlesiklás | nem ért célba | nem ért célba | kiesett       | kiesett       | kiesett    | kiesett    |

## Biatlon
| Versenyző                                                       | Versenyszám      | Lövőhiba | Időeredmény | Helyezés |
| --------------------------------------------------------------- | ---------------- | -------- | ----------- | -------- |
| Angelo Carrara                                                  | 20 km egyéni     | 3        | 1:15:31,89  | 21.      |
| Adriano Darioli                                                 | 10 km sprint     | 5        | 36:14,17    | 25.      |
| Adriano Darioli                                                 | 20 km egyéni     | 5        | 1:15:11,22  | 19.      |
| Arduino Tiraboschi                                              | 10 km sprint     | 3        | 36:39,98    | 31.      |
| Arduino Tiraboschi                                              | 20 km egyéni     | 2        | 1:13:06,05  | 10.      |
| Luigi Weiss                                                     | 10 km sprint     | 3        | 35:37,72    | 18.      |
| Arduino Tiraboschi Adriano Darioli Celestino Midali Luigi Weiss | 4 × 7,5 km váltó | 2        | 1:40:20,79  | 9.       |

## Bob
| Versenyző                                               | Versenyszám | 1. futam | 1. futam | 2. futam | 2. futam | 3. futam | 3. futam | 4. futam | 4. futam | Összesítés | Összesítés |
| Versenyző                                               | Versenyszám | Idő      | Hely.    | Idő      | Hely.    | Idő      | Hely.    | Idő      | Hely.    | Idő        | Helyezés   |
| ------------------------------------------------------- | ----------- | -------- | -------- | -------- | -------- | -------- | -------- | -------- | -------- | ---------- | ---------- |
| Andrea Jory Edmund Laziner                              | Kettes      | 1:03,73  | 11.      | 1:04,19  | 11.      | 1:03,97  | 15.      | 1:04,45  | 16.      | 4:16,34    | 14.        |
| Giuseppe Soravia Georg Werth                            | Kettes      | 1:04,75  | 19.      | 1:04,81  | 18.      | 1:04,30  | 16.      | 1:04,31  | 15.      | 4:18,17    | 16.        |
| Andrea Jory Edmund Lanziner Georg Werth Giovanni Modena | Négyes      | 1:01,26  | 9.       | 1:01,66  | 12.      | 1:01,01  | 12.      | 1:01,37  | 10.      | 4:05,30    | 11.        |

## Gyorskorcsolya
Férfi
| Versenyző          | Versenyszám | Eredmény | Helyezés |
| ------------------ | ----------- | -------- | -------- |
| Maurizio Marchetto | 1500 m      | 2:07,45  | 28.      |
| Maurizio Marchetto | 5000 m      | 7:35,50  | 23.      |
| Maurizio Marchetto | 10 000 m    | 15:56,73 | 22.      |
| Giovanni Paganin   | 500 m       | 40,42    | 28.*     |
| Giovanni Paganin   | 1000 m      | 1:21,50  | 28.      |

Női
| Versenyző      | Versenyszám | Eredmény       | Helyezés       |
| -------------- | ----------- | -------------- | -------------- |
| Marzia Peretti | 500 m       | nem ért célba~ | nem ért célba~ |
| Marzia Peretti | 1000 m      | 1:35,66        | 36.            |

* - egy másik versenyzővel azonos eredményt ért el

~ - a futam során elesett

## Műkorcsolya
| Versenyző       | Versenyszám | Kötelező elemek   | Kötelező elemek | Rövid program     | Rövid program | Kűr               | Kűr   | Összesítés                     | Összesítés                     | Összesítés                     | Összesítés                     | Összesítés                     | Összesítés                     | Összesítés                     | Összesítés                     | Összesítés                     | Összesítés        | Összesítés        | Összesítés  | Összesítés | Összesítés |
| Versenyző       | Versenyszám | Kötelező elemek   | Kötelező elemek | Rövid program     | Rövid program | Kűr               | Kűr   | Helyezési pontszámok bírónként | Helyezési pontszámok bírónként | Helyezési pontszámok bírónként | Helyezési pontszámok bírónként | Helyezési pontszámok bírónként | Helyezési pontszámok bírónként | Helyezési pontszámok bírónként | Helyezési pontszámok bírónként | Helyezési pontszámok bírónként | Több. hely. száma | Több. hely. össz. | Hely. össz. | Pont       | Helyezés   |
| Versenyző       | Versenyszám | Több. hely. száma | Hely.           | Több. hely. száma | Hely.         | Több. hely. száma | Hely. | 1                              | 2                              | 3                              | 4                              | 5                              | 6                              | 7                              | 8                              | 9                              | Több. hely. száma | Több. hely. össz. | Hely. össz. | Pont       | Helyezés   |
| --------------- | ----------- | ----------------- | --------------- | ----------------- | ------------- | ----------------- | ----- | ------------------------------ | ------------------------------ | ------------------------------ | ------------------------------ | ------------------------------ | ------------------------------ | ------------------------------ | ------------------------------ | ------------------------------ | ----------------- | ----------------- | ----------- | ---------- | ---------- |
| Susanna Driano  | Női egyéni  | 7×6+              | 6.              | 5×13+             | 14.           | 8×10+             | 10.   | 8,0                            | 9,0                            | 10,0                           | 9,0                            | 9,0                            | 8,0                            | 8,0                            | 8,0                            | 8,0                            | 5×8+              | 40,0              | 77,0        | 172,82     | 8.         |
| Franca Bianconi | Női egyéni  | 8×19+             | 19.             | 7×18+             | 18.           | 9×19+             | 19.   | 19,0                           | 19,0                           | 19,0                           | 19,0                           | 19,0                           | 19,0                           | 19,0                           | 19,0                           | 19,0                           | 9×19+             | 171,0             | 171,0       | 144,82     | 19.        |

## Sífutás
Férfi
| Versenyző                                                            | Versenyszám     | Eredmény      | Helyezés      |
| -------------------------------------------------------------------- | --------------- | ------------- | ------------- |
| Giulio Capitanio                                                     | 15 km           | 45:10,40      | 39.           |
| Giulio Capitanio                                                     | 30 km           | 1:33:07,48    | 27.           |
| Giulio Capitanio                                                     | 50 km           | 2:37:01,40    | 19.           |
| Benedetto Carrara                                                    | 30 km           | 1:34:27,45    | 34.           |
| Maurilio De Zolt                                                     | 15 km           | 44:43,19      | 31.           |
| Maurilio De Zolt                                                     | 30 km           | 1:31:43,74    | 20.           |
| Maurilio De Zolt                                                     | 50 km           | nem ért célba | nem ért célba |
| Gianfranco Polvara                                                   | 50 km           | 2:41:51,58    | 32.           |
| Roberto Primus                                                       | 30 km           | 1:37:55,47    | 43.           |
| Roberto Primus                                                       | 50 km           | 2:38:10,10    | 25.           |
| Giampaolo Rupil                                                      | 15 km           | nem ért célba | nem ért célba |
| Giorgio Vanzetta                                                     | 15 km           | 44:52,18      | 34.           |
| Maurilio De Zolt Benedetto Carrara Giulio Capitanio Giorgio Vanzetta | 4 × 10 km váltó | 2:01:09,93    | 6.            |

## Síugrás
| Versenyző   | Versenyszám | 1. ugrás | 1. ugrás | 2. ugrás | 2. ugrás | Összesítés | Összesítés |
| Versenyző   | Versenyszám | Pont     | Hely.    | Pont     | Hely.    | Pont       | Helyezés   |
| ----------- | ----------- | -------- | -------- | -------- | -------- | ---------- | ---------- |
| Lido Tomasi | Normálsánc  | 93,4     | 38.      | 99,1     | 31.      | 192,5      | 38.        |
| Lido Tomasi | Nagysánc    | 83,2     | 47.*     | 85,9     | 43.      | 169,1      | 46.        |

* - egy másik versenyzővel azonos eredményt ért el

## Szánkó
| Versenyző                      | Versenyszám | 1. futam      | 1. futam      | 2. futam | 2. futam | 3. futam | 3. futam | 4. futam      | 4. futam      | Összesítés | Összesítés |
| Versenyző                      | Versenyszám | Idő           | Hely.         | Idő      | Hely.    | Idő      | Hely.    | Idő           | Hely.         | Idő        | Helyezés   |
| ------------------------------ | ----------- | ------------- | ------------- | -------- | -------- | -------- | -------- | ------------- | ------------- | ---------- | ---------- |
| Karl Brunner                   | Férfi egyes | nem ért célba | nem ért célba | kiesett  | kiesett  | kiesett  | kiesett  | kiesett       | kiesett       | kiesett    | kiesett    |
| Ernst Haspinger                | Férfi egyes | 43,435        | 2.            | 43,833   | 3.       | 43,592   | 1.       | 52,556        | 23.           | 3:03,416   | 21.        |
| Paul Hildgartner               | Férfi egyes | 43,652        | 5.            | 44,000   | 4.       | 43,708   | 2.       | 44,012        | 3.            | 2:55,372   |            |
| Monika Auer                    | Női egyes   | 40,590        | 17.           | 40,319   | 11.      | 41,269   | 21.      | 40,855        | 16.           | 2:43,033   | 16.        |
| Angelika Aukenthaler           | Női egyes   | 39,829        | 12.           | 41,043   | 20.      | 39,919   | 11.      | 39,860        | 9.            | 2:40,651   | 11.        |
| Maria Luise Rainer             | Női egyes   | 39,695        | 10.           | 40,948   | 18.      | 1:13,062 | 24.      | nem ért célba | nem ért célba | kiesett    | kiesett    |
| Peter Gschnitzer Karl Brunner  | Kettes      | 39,549        | 3.            | 40,057   | 3.       |          |          |               |               | 1:19,606   |            |
| Hansjörg Raffl Alfred Silginer | Kettes      | 39,823        | 5.            | 40,153   | 6.       |          |          |               |               | 1:19,976   | 5.         |